# 七月新番
七月新番（1990年8月—2023年9月27日），本名李云帆，是中國大陸雲南省普洱市镇沅彝族哈尼族拉祜族自治县出身的架空歷史小說家。主要在閱文集團旗下的起點中文網發佈作品，代表作為《春秋我為王》和《秦吏》。

## 生平
七月新番於1990年8月出生於雲南镇沅，自小受父親影響愛翻閱歷史類書籍，中學開始閱讀各類歷史小說。2009年高考時，出於就業等因素，考入了雲南大學生命科學專業。大學期間，七月新番嘗試過創作網絡小說，不過並沒有獲得簽約連載。本科畢業之際，七月新番無法放下對歷史的愛好，考研選了歷史專業，2015年4月考入了雲南民族大學歷史專業。同年5月，七月新番在起點中文網上連載首部作品《春秋我為王》，早期缺乏創作經驗，參考了不少同類作品，在作品到100萬字左右，開始形成自己的風格。在校期間加入普洱作家協會。
七月新番憑藉《秦吏》成為閱文集團2018年度網絡文學年度榜樣之一，2019年獲得起點中文網「大神作家」的稱號。2020年，《秦吏》入選中国国家图书馆典藏，国家新闻出版署「优秀现实主义与历史题材网络文学出版工程」首批作品，《漢闕》入選中国家新闻出版署主辦的「网络文学+」活動中的「2020年优秀网络小说」前十。2021年七月新番獲得四届茅盾新人奖·网络文学奖提名。
2022年4月，七月新番因病前往成都华西医院就診，確診患上肺腺癌。為了方便治療，七月新番從昆明搬到廣州。七月新番在病情受控後繼續創作，2023年7月開始籌備新書《匡扶漢室》，更新不到16萬字因病停更，同年9月27日在昆明家中去世。

## 創作風格
七月新番的作品受創作《新宋》的中國作家阿越影響較大，他曾表示「歷史小說不僅要有故事性，還要基於真實的歷史事件，而阿越的創作態度為他樹立了榜樣」。故此，七月新番是「用做歷史研究的態度來寫小說」。在創作過程中，他會嚴謹思考每段情節、人物身份和稱謂，並以翻閱故事背景的史書作印證參考，如創作《春秋我為王》期間就翻閱了《左傳》《國語》《史記》等史書。由於網文的連載性質，七月新番對自己有著嚴格的時間管理，在不影響學業和生活之餘，保持每天按時更新。七月新番8年創作生涯，作品合計1300萬字，日均約4400字。
出於強迫症和歷史系專業的「视角和优势」，七月新番創作作品的背景按中国朝代順序編寫，並計劃給每個朝代都寫一部穿越小說。在創作《春秋我為王》和《秦吏》時發現自己在人物塑造上不足，在《汉阙》中刻意塑造多個角色。自起點中文網推出讀者在章節留言的「本章说」功能後，七月新番也花心思研究讀者喜歡那些內容，然後作出調整。

## 作品
注：作品均在起點中文網連載
- 《春秋我為王》（2015—2017年）
- 《秦吏》（2018—2019年）
- 《漢闕》（2019—2020年）
- 《新書》（2020—2022年）
- 《匡扶漢室》（遺作）

## 外部連接
- 七月新番的起點賬號頁面 （页面存档备份，存于）（简体中文）